# Krzysztof Kania
Krzysztof Kania – polski historyk i pedagog, doktor habilitowany nauk humanistycznych.
Absolwent Uniwersytetu Mikołaja Kopernika w Toruniu (2000). Autor dwóch monografii autorskich, habilitacja w 2015 na podstawie pracy Edward Bernard Raczyński (1891–1993) dyplomata i polityk. Praca ta w 2015 otrzymała nagrodę w konkursie Ministra Spraw Zagranicznych na najlepszą publikację z zakresu historii polskiej dyplomacji. Zatrudniony jako profesor uczelni na Wydziale Nauk Historycznych UMK w Toruniu.